# 彭帅
彭帅（1986年1月8日—），湖南湘潭人，已退役中國职业网球运动员。最高WTA單打世界排名為14位，最高WTA双打世界排名为第1位，她是两座双打大满贯冠军得主，WTA巡回赛中，她获得过2座单打冠军，24座双打冠军。
彭帅在澳网、温网都曾经闯进16强，美网更闯进4强。在2013年溫布頓網球錦標賽女双比赛中搭档臺灣选手謝淑薇夺冠。2014年2月17日，随着彭帅和谢淑薇的组合获得WTA卡塔尔公开赛冠军，彭帅正式登上了双打世界第一的宝座，成为了继日本选手杉山爱之后又一位登上双打世界第一的亚洲女球手。2014年6月8日，「海峽組合」謝淑薇和彭帥在決賽直落兩盤擊敗意大利組合文奇和埃拉尼，贏得法國網球公開賽女雙冠軍。

## 生平

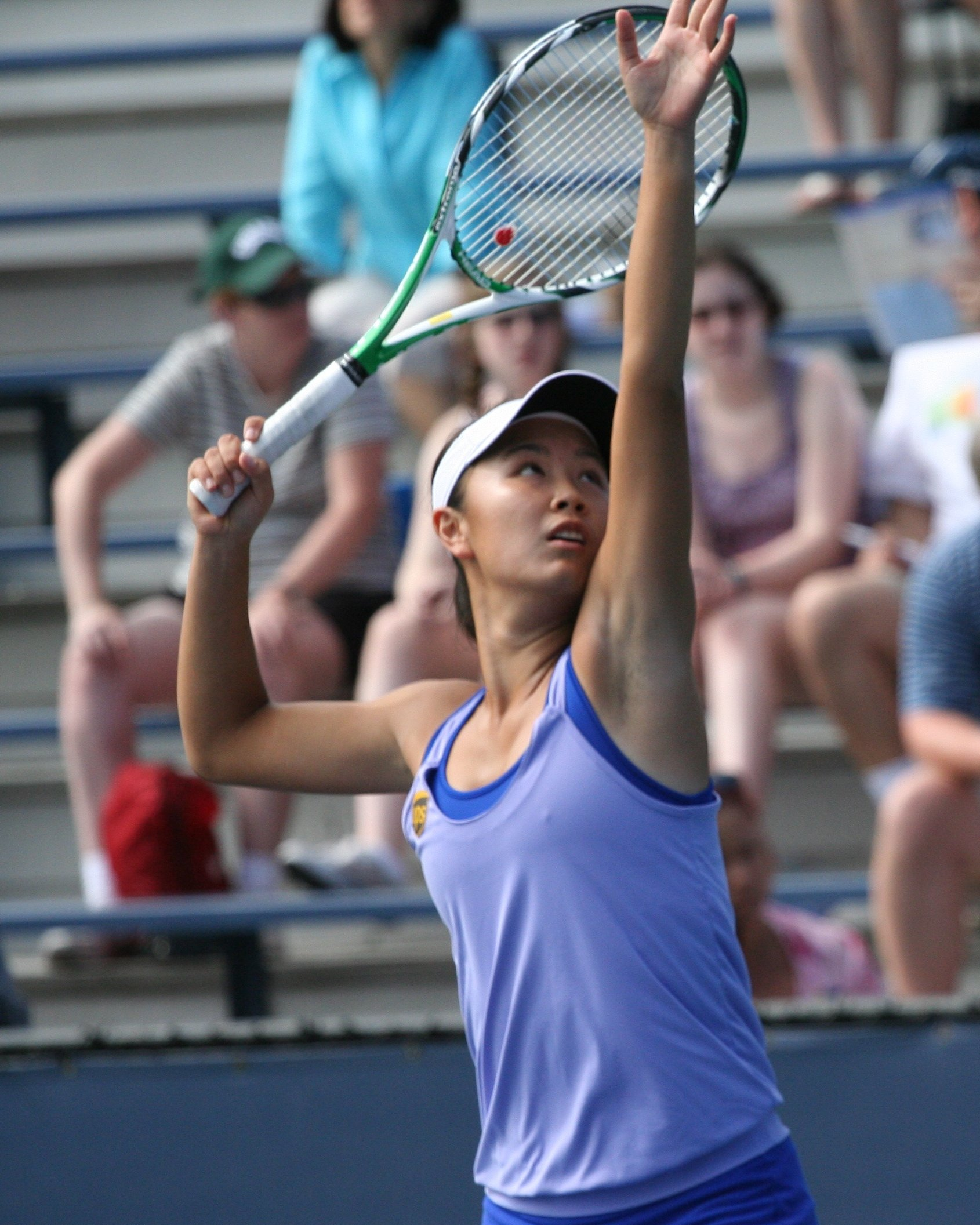
2009年美網

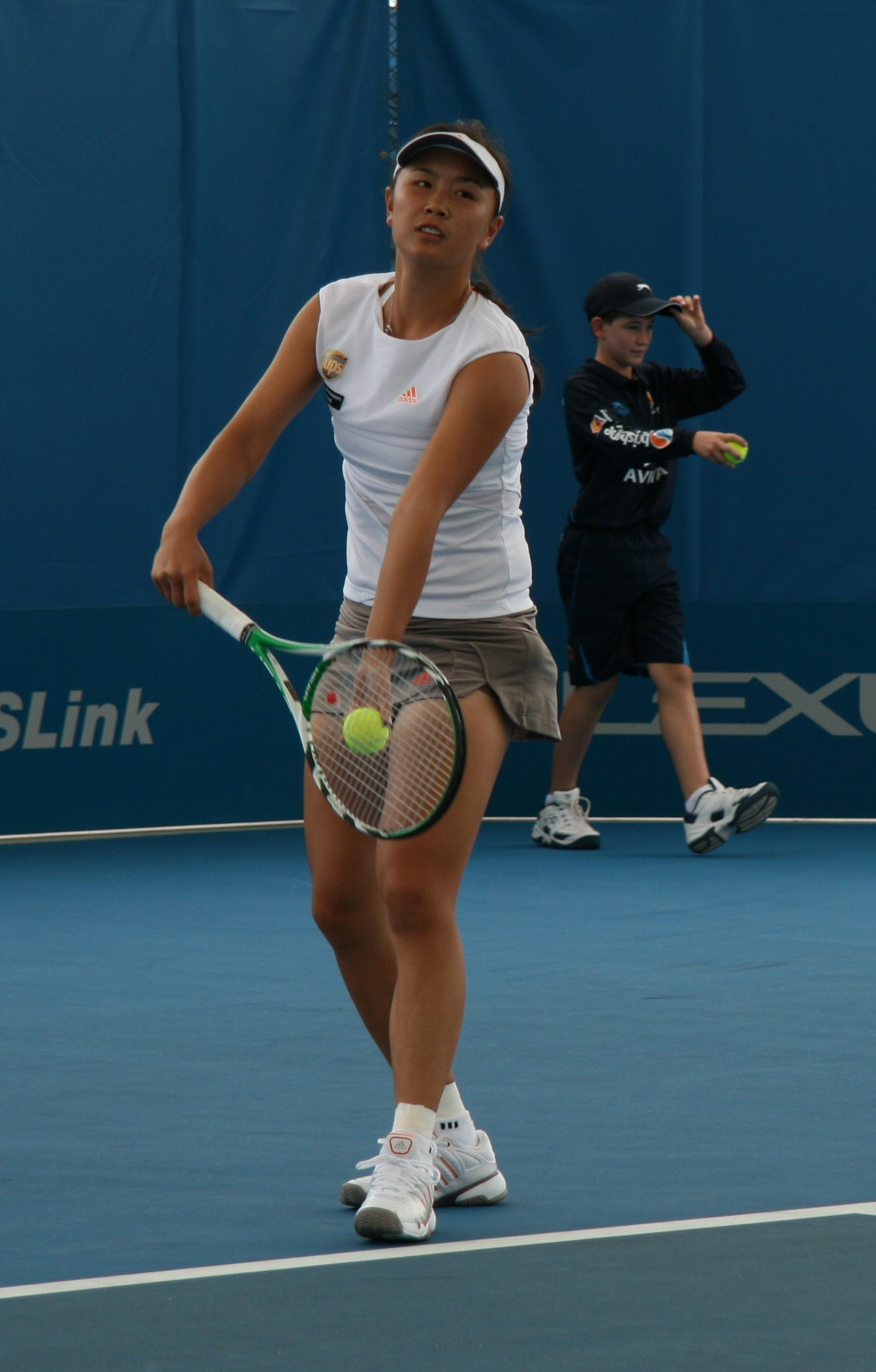
2009年布里斯本

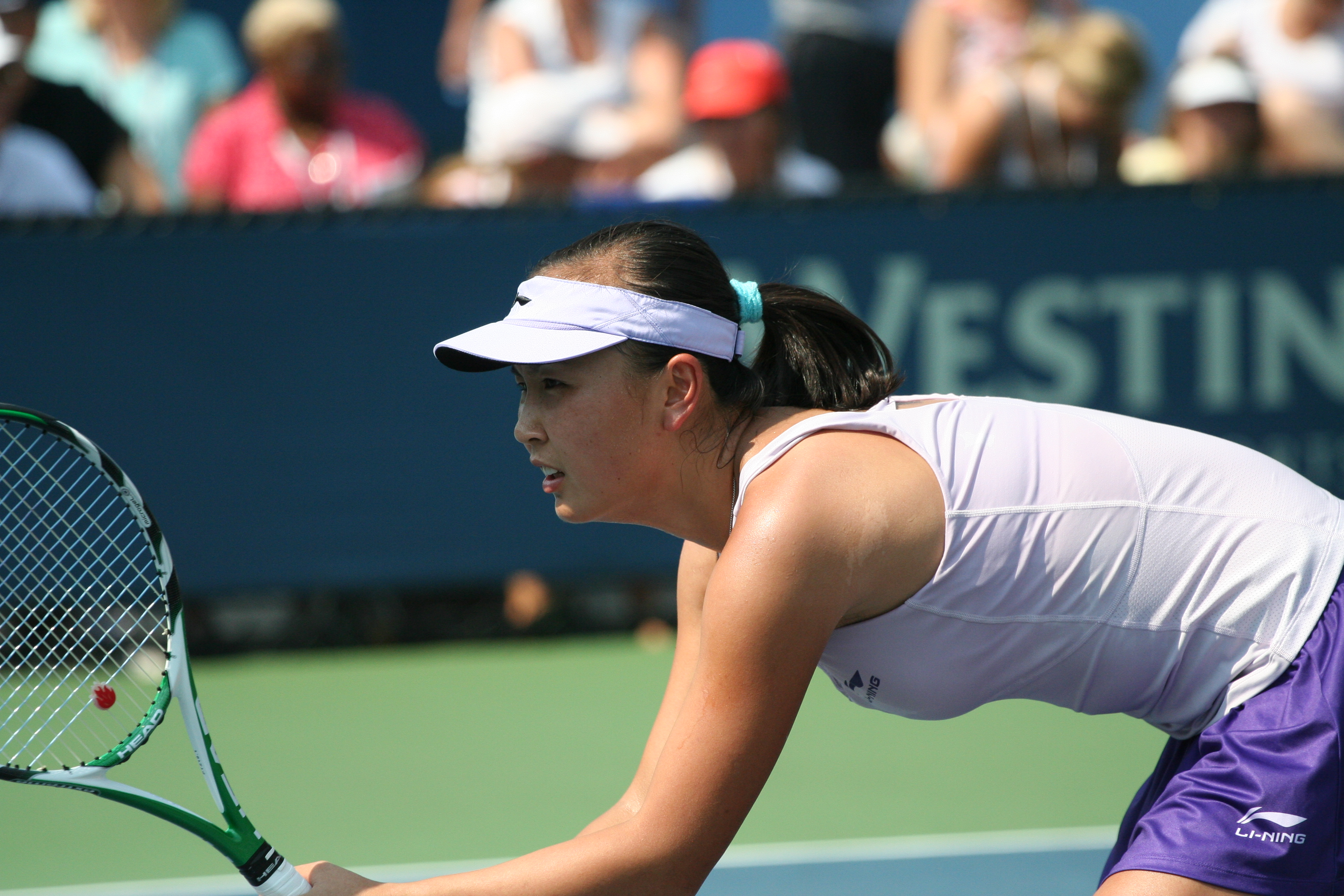
2010年美網

2002年，她被送往美国接受训练，不久转为职业选手。2004年，其世界排名首次进入前100名，2005年，排名一度达到第31名，是当时中国头号女单。先后击败过米斯金娜，德门蒂耶娃等名将。在阿库拉精英赛1/4决赛打出职业生涯代表作，以6-4,6-4击败克里斯特尔斯，也是当年克里斯特尔斯在北美硬地的唯一一败。
2005年下半年开始，彭帅跌入低谷，在十运会上遭到惨败，此后由于与国家体育总局网球中心在训练计划、参赛奖金等问题上产生矛盾，竞技状态无法回升。2006年年终排名56位，位列李娜、郑洁之后。
2007中国网球公开赛上继此前打败瑞士公主辛吉斯之后，又再次爆冷淘汰前世界排名第一的法国名将毛瑞斯莫，连续第二年晋级四强。接下来的半决赛，彭帅败于此前在美网上有不俗表现的匈牙利头号球员、当时正处于顛峰状态的赛会6号种子阿格妮斯·扎维。
2009美國網球公開賽中，彭帅在抽籤表前三輪沒有種子球手的大好機會面前，浪費了大好機會，負于最後的四強比利時天才，無緣突破自己職業生涯的最佳成績。
2009中國網球公開賽上，雖然彭帅籤運不佳。但卻讓中國人看到彭帅有回勇的跡象。她先苦戰三盤淘汰塞爾維亞的揚科维奇，然後在直落兩盤橫掃俄羅斯天后莎拉波娃。在四分之一決賽苦戰之下，終于不敵俄羅斯名將娜佳·彼得罗娃，無緣四強。是繼李娜后，再有中國選手打入皇冠賽八強。
2011澳大利亞網球公開賽上，彭帅進入第四輪，創造職業生涯大滿貫第二佳戰績。
2013英国温布尔登網球公開賽上，彭帅進入女子双打决赛，創造職業生涯大滿貫最佳戰績，依靠台灣选手谢淑薇一起夺得冠军。同年10月27日，兩人再度攜手打進WTA年終總決賽，在女雙組奪下后冠，創下台灣第一、中國第一的紀錄，甚至榮登亞洲之冠。
2014年2月16日，「海峽組合」謝淑薇和彭帥在卡達女網賽雙打決賽挑戰對手，以6比4、6比0擊敗捷克選手佩絲克（Kveta Peschke）和斯洛維尼亞的史瑞波妮克（Katarina Srebotnik），順利以直落兩盤捧走冠軍，也是謝彭聯手的第10冠，同時也維持十次晉身決賽全勝。彭帥和謝淑薇的女雙世界排名將分別升上第1和第2，再創兩岸網壇新頁。
2014年3月15日（美國時間），印地安泉網賽女雙決賽，大會頭號種子謝淑薇與彭帥以直落二擊敗對手，奪得冠軍。
2014年6月8日，「海峽組合」謝淑薇和彭帥在決賽直落兩盤擊敗意大利組合文奇和埃拉尼，贏得法國網球公開賽女雙冠軍。
在法網隨後的溫網，彭帥和謝淑薇在十六強的賽事，被逆轉出局；也將雙打第一的位置拱手相讓給了意大利組合文奇/埃拉尼。
北京时间2014年7月27日，总奖金为12.5万美元的江西国际女子网球公开赛展开女单决赛的争夺，持外卡出战的头号种子彭帅迎战扫了泰国选手库姆淳的中国小花刘方舟。最终，彭帅6-2、3-6、6-3战胜刘方舟，拿到自己职业生涯首个WTA 125K系列赛的单打冠军，这也是彭帅职业生涯分量最重的单打锦标。
2016年8月，彭帅代表中国出战巴西里约热内卢举行的奥林匹克运动会网球比赛女子单打和女子双打赛事。在女子单打第一轮中，彭帅以以4-6，7-6(5)，3-6的比分输给英国球员沃森被淘汰。一天双赛的她和张帅搭档的女子双打，以7-6(6)，5-7，7-5的比分险胜印度组合萨尼娅·米尔扎/托穆巴雷，进入16强。
2016年10月16日，彭帅在WTA国际巡回赛天津公开赛上获得个人首个WTA女子单人冠军。在之后举行的女双比赛中，彭帅与克里斯蒂娜·麦克哈尔搭档并获得女双冠军。这是彭帅首次在一次比赛中同时获得单人及双打的冠军。
2022年2月5日，於法國體育媒體队报訪談中宣佈退休。
2022年5月，彭帅被评为2022时代杂志百大人物。

## 比賽成績

### 大滿貫

#### 女雙冠軍 (2)
| 成績 | 年份 | 比賽 | 場地     | 搭檔   | 決賽對手                | 比分          |
| ---- | ---- | ---- | -------- | ------ | ----------------------- | ------------- |
| 冠軍 | 2013 | 溫網 | 室外草地 | 謝淑薇 | 阿什莉·巴蒂 凱西·德拉誇 | 7-6(7-1), 6-1 |
| 冠軍 | 2014 | 法網 | 室外红土 | 謝淑薇 | 羅貝塔·文奇 薩拉·埃拉尼 | 6-4, 6-1      |

### 单打

#### 冠军（2）亚军（7）
| No. | 头衔 | 日期           | 巡回赛                   | 场地 | 决赛对手   | 决赛比分       |
| 1.  | 亚军 | 2006年5月21日  | 斯特拉斯堡国际赛，法国   | 红土 | 瓦伊迪索娃 | 6-7(7)，3-6    |
| 2.  | 亚军 | 2008年8月24日  | 森林山精英赛，美国       | 硬地 | 萨法洛娃   | 4-6,2-6        |
| 3.  | 亚军 | 2008年9月21日  | 广州网球公开赛，中國大陸 | 硬地 | 兹沃纳列娃 | 7-6(4),0-6,2-6 |
| 4.  | 亚军 | 2011年5月22日  | 布鲁塞尔顶级赛，比利时   | 红土 | 沃兹尼亚奇 | 6-2,3-6,3-6    |
| 5.  | 亚军 | 2013年5月25日  | 布鲁塞尔顶级赛，比利时   | 红土 | 卡内皮     | 2-6,5-7        |
| 6.  | 亚军 | 2013年12月29日 | 深圳网球公开赛，中國大陸 | 硬地 | 李娜       | 4-6,5-7        |
| 7.  | 冠军 | 2016年10月10日 | 天津网球公开赛，中國大陸 | 硬地 | 芮絲克     | 7-6(3),6-2     |
| 8.  | 亚军 | 2017年1月30日  | 台北网球公开赛，台湾     | 硬地 | 斯维托丽娜 | 3-6,2-6        |
| 9.  | 冠军 | 2017年7月24日  | 南昌网球公开赛，中國大陸 | 硬地 | 日比野菜绪 | 6-3,6-2        |

### 雙打

#### 冠军（21）
| 图示                   |
| 大满贯（2）            |
| WTA 年终总决赛 （1）   |
| 一级赛/皇冠超五（8）   |
| 二级赛/顶级赛（2）     |
| 三四五级赛/国际赛（8） |

| No. | 日期           | 巡回赛                       | 场地 | 搭档       | 决赛对手                                 | 决赛比分             |
| 1.  | 2007年9月30日  | 广州国际女子网球公开赛，中国 | 硬地 | 晏紫       | 孙甜甜 金久慈                            | 6-3, 6-4             |
| 2.  | 2008年3月9日   | 巴厘岛网球公开赛，印度尼西亚 | 硬地 | 谢淑薇     | 娜佳·彼得罗娃 多玛乔斯卡                 | 6-7(4), 7-6(3), 10-7 |
| 3.  | 2008年6月18日  | 班加罗尔网球公开赛，印度     | 硬地 | 孙甜甜     | 詹咏然 莊佳容                            | 6-4, 5-7, 10-8       |
| 4.  | 2009年1月16日  | 悉尼网球公开赛，澳大利亚     | 硬地 | 谢淑薇     | 纳塔莉·德希 凯西·德拉奎尔                | 6-0, 6-1             |
| 5.  | 2009年5月9日   | 罗马公开赛，意大利           | 红土 | 谢淑薇     | 汉图楚娃 杉山爱                          | 7-5, 7-6(5)          |
| 6.  | 2009年10月10日 | 中国网球公开赛，中国         | 硬地 | 谢淑薇     | 库德里亚夫特塞娃 马卡洛娃                | 6-3, 6-1             |
| 7.  | 2011年5月10日  | 罗马公开赛，意大利           | 红土 | 郑洁       | 金久慈 舍夫多娃                          | 6-2, 6-3             |
| 8.  | 2013年5月10日  | 罗马公开赛，意大利           | 红土 | 谢淑薇     | 埃拉尼 文奇                              | 4-6, 6-3, 10-8       |
| 9.  | 2013年7月7日   | 溫布頓網球錦標賽，英國       | 草地 | 謝淑薇     | 阿什莉·巴蒂 凯西·德拉奎尔                | 7-6(1), 6-1          |
| 10. | 2013年8月19日  | 辛辛那提网球赛，美國         | 硬地 | 谢淑薇     | 歌恩菲特 佩斯克                          | 2-6, 6-3, 12-10      |
| 11. | 2013年9月21日  | 广州国际女子网球公开赛，中國 | 硬地 | 謝淑薇     | 金久慈 沃斯科博耶娃                      | 6-3, 4-6, 12-10      |
| 12. | 2013年10月27日 | WTA年终总决赛，土耳其        | 硬地 | 謝淑薇     | 馬卡洛娃 韋斯寧娜                        | 6-4, 7-5             |
| 13. | 2014年2月2日   | 芭堤雅公开赛，泰國           | 硬地 | 张帅       | 阿纳斯塔西娅·罗季奥诺娃 库德里亚夫特塞娃 | 3-6, 7-6(5), 10-6    |
| 14. | 2014年2月16日  | 多哈公开赛，卡塔尔           | 硬地 | 谢淑薇     | 斯雷博特尼克 佩斯克                      | 6-4, 6-0             |
| 15. | 2014年3月16日  | 印第安纳威尔斯公开赛，美國   | 硬地 | 谢淑薇     | 美莎 布力克                              | 7-6(5), 6-2          |
| 16. | 2014年6月8日   | 法國網球公開賽，法国         | 泥地 | 謝淑薇     | 文奇 埃拉尼                              | 6-4, 6-1             |
| 17. | 2014年9月29日  | 中国网球公开赛，中国         | 硬地 | 赫拉瓦科娃 | 米尔扎 布莱克                            | 6-4, 6-4             |
| 18. | 2016年6月6日   | 诺丁汉公开赛，英国           | 草地 | 赫拉瓦科娃 | 杨钊煊 加布里埃拉·达布罗斯基             | 7-5, 3-6, 10-7       |
| 19. | 2016年9月19日  | 广州国际女子网球公开赛，中国 | 硬地 | 穆罕默德   | 戈沃爾佐娃 拉普科                        | 6-2, 7-6(3)          |
| 20. | 2016年10月10日 | 天津网球公开赛，中国         | 硬地 | 麦克哈尔   | 徐一幡 蕾妮特                            | 7-6(8), 6-0          |
| 21. | 2017年1月2日   | 深圳网球公开赛，中国         | 硬地 | 赫拉瓦科娃 | 奥拉鲁 奧莉哈·薩夫丘克                   | 6-1, 7-5             |

### 与世界前十交战获胜纪录
注：不同颜色象征着不同级别的比赛
| 图示       |
| 大满贯     |
| WTA 冠军赛 |
| 一级赛     |
| 二级赛     |
| 三级赛     |
| 四级赛     |
| 国际赛     |

| 年份 | 赛事名称           | 場地 | 對手                        | 對手國籍 | 勝方比分                 |
| ---- | ------------------ | ---- | --------------------------- | -------- | ------------------------ |
| 2005 | 悉尼精英赛         | 硬地 | 米斯基娜（3）               | 俄罗斯   | 6-1, 6-3                 |
| 2005 | 阿库拉精英赛       | 硬地 | 德门蒂耶娃（6）             | 俄罗斯   | 7-5,6-4                  |
| 2005 | 阿库拉精英赛       | 硬地 | 克里斯特尔斯（10）          | 比利时   | 6-4,6-4                  |
| 2007 | 中国网球公开赛     | 硬地 | 毛瑞斯莫（6）               | 法国     | 4-6,6-4,6-2              |
| 2008 | 斯特拉斯堡赛       | 红土 | 瑪麗昂·巴托利（9）          | 法国     | 6-1,1-0 RET.（对方退赛） |
| 2009 | 中国网球公开赛     | 硬地 | 耶莱娜·扬科维奇（8）        | 塞尔维亚 | 4-6,7-5,6-2              |
| 2010 | 美国网球公开赛     | 硬地 | 阿格涅什卡·拉德万斯卡（10） | 波兰     | 2-6,6-1,6-3              |
| 2011 | 澳大利亚网球公开赛 | 硬地 | 耶莱娜·扬科维奇（8）        | 塞尔维亚 | 7-6(3),6-3               |
| 2011 | 多哈网球公开赛     | 硬地 | 弗蘭切斯卡·斯基亞沃內 （5） | 意大利   | 7-5,6-3                  |
| 2011 | 印第安维尔斯大師赛 | 硬地 | 李娜（7）                   | 中国     | 4-6,6-3,6-3              |
| 2011 | 布鲁塞尔公开赛     | 红土 | 薇拉·兹沃纳列娃（3）        | 俄罗斯   | 6-3,6-3                  |

## 爭議事件

### 母亲掌掴事件
2010年11月23日，彭帅在广州亚运会战胜对手，获得女子网球单打比赛金牌的时候，彭帅母亲张冰在入场安检时，志願參與亞運的安檢人員要求其打开手提包接受例行检查。张冰直接掴了安檢人員两巴掌，并說道：「打你又怎么样！」军训志愿者的教官见到此事，想去阻止张冰的行为，但被民警阻止，更有网友称张冰当时还声言“我女儿是彭帅。”
此言和“我爸是李刚”一样，迅速成为網路流行语。事后，彭帅承认了母亲打人一事，但仍批驳此事为炒作，并在微博上为母亲辩护，称母亲当时并未说过这句话。被张冰掌掴的志愿者是来自公安边防部队广州指挥学校的学员，学院决定根据相关规定为该学员申报二等功。

### 禁賽
2018年8月9日，彭帥因在2017年溫布頓網球錦標賽，意圖強迫雙打搭檔退出，違反『網球反貪腐計畫』（TACP），被網球廉正小組（TIU）予以禁賽6個月、罰款一萬美元，其中3個月獲緩刑執行。

### 個人微博刊文控诉张高丽
2021年11月2日，彭帅的新浪微博個人頁面出现长文稱前中共中央政治局常委、前国务院副总理张高丽与其曾維持長達10多年的婚外情、不倫戀和強迫性關係經歷並最終遭到男方始亂終棄，文中並稱張高麗的妻子康潔也知情，是少數牽涉對象涉及國家級運動員和中共最高級別領導人的中国大陆性侵犯问题。在该帖文发出約半小時内，相关消息迅速在社交网络上传播，但此微博帖文隨後被删除。当日晚间11点后，中国大陆網絡各界開始大規模封殺相關內容。韩国电视剧《总理和我》的豆瓣頁面被下架，顯示「你沒有權限訪問這個頁面」，被懷疑與事件有關。中国大陆官方中国环球电视网（CGTN）11月17日发布了据称是彭帅写给国际女子网球协会（WTA）主席兼CEO史蒂夫·西蒙的一封电邮，内中称被认为是她提出的性侵犯的指控是不实的，但史蒂夫·西蒙称“很难相信”这封邮件是彭帅本人或在她授权下执笔的。
《纽约时报》認為這是中国大陆＃MeToo的指控首次觸及中共最高權力階層。外界關注彭帥的對象為高層人物情況特殊，可能不若其他事件般受到處置，也十分擔心她的狀況。彭帥事件正是檢視中國是否符合舉辦冬季奧運會的指標。中國外交部发言人汪文斌、赵立坚等均以「非外交問題」、不要把体育政治化等外交詞令回應記者查詢。。
2021年12月19日，彭帥接受《聯合早報》访问后，隔日發布的一段影音，推翻她早前发布的被性侵犯的贴文。她表示自己從來沒有指控任何人性侵，並表示11月初在社群媒體的發文，遭到誤解，自己出入一直很自由。彭帅也解释关于她上个月给WTA首席执行官史蒂夫·西蒙的电子邮件回复的问题。她证实给西蒙的电子邮件的中文版是她写的，但CGTN发布的电子邮件是翻译版本，因为她的英语水平不够。自称是彭帅的朋友的丁力也在同日发布了一系列彭帅在上海的照片。几个小时后，WTA发表声明表示，欢迎再次在公共场合见到彭帅，希望她过得好，但強调这些露面并没有减轻或解决WTA对她在没有审查或胁迫的情况下进行交流的重大担忧，呼吁对她的性侵犯指控可以在不受审查的情况下，进行全面、公平和透明的调查。

#### 「彭帥在哪裡」運動
彭帥於11月2日指控張高麗性侵後即音訊全無，直到2週後引發國際球壇與民眾在網路上發起以主題標籤“#彭帥在哪裡”（#WhereIsPengShuai）發文。之後陸續讓國際女子網球協會、職業網球聯合會、美國網球協會、國際網球總會、聯合國等組織都公開要求中國還彭帥人身自由。
11月17日後，中國官媒開始陸續釋出彭帥在公開場合現身的畫面，但依然無法平息海外各界的質疑。11月21日，法國外交部長勒德里安在法國新聞台的節目「大陪審團」上警告中國讓彭帥發聲，否則將「採取外交行動」；不久後彭帥在中国国家体育总局网球运动管理中心党委书记暨中國奧委會副主席李玲蔚陪同下與國際奧林匹克委員會主席托馬斯·巴赫、國際奧委會運動員委員會主席埃瑪·泰爾霍視訊通話，此次視訊通話用以證明彭帥的自由，盼外界能尊重隱私，並相約2022年北京冬季奧運時一同聚餐，但國際奧會的行為被國際女子網球協會、全球運動員權利組織（Global Athlete）、國際特赦組織等組織批判為了北京冬奧漠視運動員的人身自由與性侵事件。事後中國的外國媒體頻道只要報導彭帥相關新聞，就被官方均迅速以黑畫面處理。12月2日，國際女子網球協會宣佈暫停所有在中國舉辦的賽事（包含香港），而國際網球協會則表示不跟進，但也無安排2022年度世界巡迴賽事在中國舉行。12月19日，彭帥再度參與2021國際雪聯城市越野滑雪中國巡迴賽上海楊浦站賽事後接受新加坡媒體《聯合早報》訪問，改口否認披露過曾被任何人性侵一事、還稱自己人身完全自由並無被監視，但她的微博帳號依然被禁止使用。

## 外部連結
- 彭帅在国际奥林匹克委员会的资料
- 彭帅的国际女子网球协会官方資料（英文）
- 彭帅的國際網球總會 職業／青少年 官方資料（英文）
- 彭帅的新浪微博